# Дарби (Монтана)
Дарби (енгл. Darby) град је у америчкој савезној држави Монтана.

## Демографија
По попису из 2010. године број становника је 720, што је 10 (1,4%) становника више него 2000. године.
| Група             | 2000.       | 2010.       |
| Белци             | 638 (89,9%) | 647 (89,9%) |
| Афроамериканци    | 1 (0,1%)    | 1 (0,1%)    |
| Азијати           | 0 (0,0%)    | 6 (0,8%)    |
| Хиспаноамериканци | 25 (3,5%)   | 16 (2,2%)   |
| Укупно            | 710         | 720         |